# Anina
Anina (udtale 'anina; tysk: Steierdorf; ungarsk: Stájerlakanina) er en by i den historiske region Banatet i Rumænien, i Caraș-Severin distriktet. Byen administrerer en landsby, Steierdorf (tysk: Steierdorf, ungarsk: Stájerlak).
Byen har 5.521 (2021) indbyggere.

## Fortidsfund
I 2002 blev de ældste dele af mennesker i Europa fundet i grotterne Peștera cu Oase (en) nær Anina. Resterne af en underkæbe, der fik tilnavnet "Ion din Anina" (Johannes af Anina), er omkring 40.000 år gamle.
Anina er en af de vigtigste lokaliteter i Sydkarpaterne for fossiler fra juratiden, både planter og dyr, og den geologiske arv her er særlig mangfoldig og velbevaret . Den palæontologiske arv blev bl.a. afdækket ved at det er et mineområde, med både underjordiske og åbne miner, som gjorde det muligt at foretage tredimensionelle undersøgelser af de kontinentale aflejringer, hvilket var en enestående mulighed i Europa og i verden, indtil den sidste store mine desværre lukkede i 2006. De sterile lossepladser fra de tidligere miner og de tidligere åbne miner i Ponor og Colonia Cehă very er stadig rige på plantemateriale, og de er genstand for lokal bevaring som bevarede områder eller områder af særlig videnskabelig interesse.

## Geografi
Den industrielle arv fra kulminedriften er også vigtig med østrigsk industriarkitektur og gruber, der stadig er bevaret, f.eks. den nordlige grube (Anina Pit I), Pit II, Pit IV (ved siden af Terezia-dalen). Kulminedriften begyndte i 1792, efter at Matthew Hammer havde opdaget de første kullag.
Anina-Oravița jernbanen, der blev bygget i 1863, er stadig i brug i dag til turistformål. Det er en af de smukkeste jernbaner i Europa på grund af de meget maleriske landskaber, viadukter og lange tunneller. Jernbanen har bevaret mange aspekter af det oprindelige design, og som sådan opfylder den ikke mange UIC-standarder, og den har brug for særlige, kraftigere lokomotiver og kortere togvogne for at kunne køre.
Anina ligger mellem nationalparkerne Cheile Nerei-Beușnița og nationalparken Semenic-Caraș-kløften.